# James Slipper
James Slipper (ur. 6 czerwca 1989 w Gold Coast) – australijski rugbysta grający na pozycji filara młyna w zespole Reds oraz w reprezentacji narodowej. Triumfator Super Rugby w sezonie 2011 oraz dwukrotny medalista pucharu świata.

## Kariera klubowa
W rugby zaczął grać już w pierwszej klasie w juniorskim klubie Bond Pirates. Ukończył The Southport School, której absolwentami byli również m.in. Scott Higginbotham i Nathan Sharpe. W latach 2006–2007 występował w pierwszej drużynie tej szkoły, w drugim z nich będąc dodatkowo kapitanem. Zespół ten, w skład którego wchodzili również Rob Simmons, Ben Tapuai, Luke Morahan i Jono Lance, w obu tych latach zdobył mistrzostwo GPS. Slipper występował wówczas na pozycji łącznika ataku, następnie przesuwał się w kierunku przodu młyna, grając w jego trzeciej, drugiej, a ostatecznie w pierwszej linii.
Podczas studiów został członkiem Akademii Reds, jednocześnie w 2008 roku związał się z lokalnym klubem Gold Coast Breakers. W pierwszym zespole Reds zadebiutował z ławki rezerwowych w pierwszej kolejce sezonu 2010, następnie zaś pojawił się na boisku w dwóch ostatnich. Jego mentorem w tym okresie był Greg Holmes. Postawa, którą wykazał w tym sezonie, dała mu jednak na następny rok profesjonalny kontrakt, który został w 2011 roku przedłużony o kolejne dwa sezony.
W 2011 roku Slipper został podstawowym filarem zespołu z Brisbane, który zwyciężył w rozgrywkach Super Rugby. Zawodnik opuścił jedynie dwa mecze w sezonie zasadniczym z powodu kontuzji ramienia, a z fazy finałowej wyeliminowała go kontuzja kostki. Dobrą formę kontynuował również w kolejnym sezonie – wystąpił w nim we wszystkich spotkaniach i został drugim filarem w historii zespołu, który otrzymał Medal Pileckiego, zespół odpadł zaś w fazie play-off.
Również w 2013 roku był wyróżniającym się zawodnikiem drużyny, która ponownie znalazła się w fazie play-off. Wystąpił we wszystkich spotkaniach zespołu i tylko raz z ławki rezerwowych, zaś w głosowaniu dla najlepszego gracza zajął trzecią pozycję. Dodatkowo został mianowany kapitanem Reds w przedsezonowym meczu przygotowawczym oraz w meczu pierwszej kolejki rozgrywek jako pierwszy filar od 1988 roku. Po raz kolejny rolę tę, w zastępstwie kontuzjowanych Jamesa Horwilla i Willa Genii, objął w lipcu podczas swojego pięćdziesiątego występu w barwach zespołu z Queensland. Już w kwietniu przedłużył kontrakt o kolejne dwa lata, a potwierdzony on został w lipcu przez ARU.
Sezon 2014 Super Rugby zespół zakończył na trzynastej pozycji, zaś Slipper otrzymał trzy nagrody podczas gali Reds – po raz drugi Medal Pileckiego oraz wyróżnienia dla najlepszego gracza według kibiców oraz zawodnika najlepiej uosabiającego ducha drużyny. Uczynił to pomimo kontuzji i trzytygodniowego zawieszenia za niebezpieczną szarżę. W drugiej części sezonu zawodnik został przydzielony w rozgrywkach National Rugby Championship do drużyny Queensland Country, jednak jego udział w zawodach był zależny od obowiązków w kadrze.

## Kariera reprezentacyjna
W stanowych barwach występował w mistrzostwach kraju U-16 w 2005 roku zajmując drugą lokatę. W kolejnych dwóch latach triumfował natomiast w australijskich mistrzostwach w kategorii U-18. Dopiero w 2007 roku, gdy był w ostatniej, dwunastej klasie, został stypendystą ogólnokrajowego programu National Talent Squad i został powołany do kadry Australian Schoolboys. Zagrał we wszystkich trzech testmeczach rozegranych w tym roku przeciwko rówieśnikom z Anglii, Samoa i Nowej Zelandii, otrzymując dodatkowo wyróżnienie dla najbardziej zespołowego gracza tej drużyny. W 2008 roku nie znalazł się ostatecznie w składzie reprezentacji U-20 na inauguracyjne MŚ juniorów, jednak rok później zagrał we wszystkich pięciu spotkaniach swojej drużyny. Dobra postawa w tym turnieju dała mu nagrodę dla najlepszego australijskiego gracza w tej kategorii wiekowej.
Wobec kontuzji podstawowych filarów młyna, którymi byli wówczas Benn Robinson i Ben Alexander, po zaledwie trzech występach w Super Rugby, został niespodziewanie powołany do kadry prowadzonej przez Robbie’ego Deansa. Jego pierwszy kontakt z seniorskim poziomem reprezentacyjnym nastąpił w drużynie Australian Barbarians w meczu z reprezentacją Anglii 8 czerwca 2010 roku. Już cztery dni później zagrał ponownie z tym samym przeciwnikiem, lecz tym razem w barwach Wallabies zaliczając w trudnych warunkach swój oficjalny debiut w narodowej kadrze, grając dodatkowo po obu stronach młyna. W ciągu kolejnego tygodnia jeszcze dwukrotnie wyszedł na boisko przeciw Anglikom, a czerwcowe testmecze zakończył występem z Irlandią. Otrzymał następnie powołanie na Puchar Trzech Narodów 2010, podczas którego wystąpił we wszystkich sześciu spotkaniach, oraz na listopadowe mecze kadry, gdzie prócz testmeczów wyróżnił się w spotkaniach przeciw Leicester Tigers i Munster oraz po raz pierwszy wyszedł w podstawowym składzie, po dwunastu występach z ławki rezerwowych. Debiutancki sezon zakończył zatem z czternastoma testmeczami na koncie oraz opinią najbardziej obiecującego australijskiego filara mogącego grać po obydwu stronach młyna.
Mimo opuszczenia pierwszej połowy reprezentacyjnego sezonu 2011 z powodu kontuzji więzozrostu kostki postawa zaprezentowana w meczu Australian Barbarians z Kanadą potwierdziła jego miejsce w kadrze na odbywający się w Nowej Zelandii Puchar Świata w Rugby 2011. Wystąpił na tym turnieju we wszystkich siedmiu meczach zakończonej na trzecim miejscu kampanii Australijczyków, a następnie w minitournée obejmującym spotkania z Walią i Barbarians.
Pod koniec maja 2012 roku otrzymał powołanie na czerwcowe mecze kadry, jednak po spotkaniu ze Szkocją znalazł się poza składem na serię trzech meczów z Walijczykami. Powrócił do drużyny i zagrał we wszystkich meczach The Rugby Championship 2012 oraz listopadowego tournée po Europie. W trakcie tournée British and Irish Lions 2013 wystąpił przeciw nim we wszystkich trzech testmeczach. Zyskał również uznanie nowego selekcjonera Wallabies, Ewena McKenzie, który uwzględnił go w składzie na The Rugby Championship 2013, a kosztem Benna Robinsona uzyskał miejsce w wyjściowym składzie zespołu. Pozostał w nim także na trzeci mecz Bledisloe Cup oraz pięciomeczowe tournée po Europie.
Slipper, będąc podstawowym filarem młyna kadry i uważany za weterana mimo dwudziestu czterech lat, sezon 2014 rozpoczął od trzymeczowej serii przeciwko Francuzom. Zaliczył wówczas pięćdziesiąty występ w kadrze, został także mianowany jej wicekapitanem.

## Varia
- Jego wujem jest spiker australijskiej Izby Reprezentantów, Peter Slipper[98].